# Toets van Truffelen
Toets van Truffelen, ook bekend als Tante Toets, is een personage uit de televisieserie De Club van Sinterklaas. Ze wordt vertolkt door actrice Maja van den Broecke.

## Toets van Truffelen
Mevrouw van Truffelen is de tante van Jacob, een personage uit eerdere seizoenen. De welgestelde dame is de eigenaresse van een goedlopende camping in Spanje. Het bedrijf heeft volgens de vrouw op middelbare leeftijd één belangrijk herkenbaar iets: stromend water. Hiermee loopt ze dan ook regelmatig te pronken. Daarnaast heeft de levensgenieter een hondje: een Mopshond genaamd  Fifi. Wanneer Profpiet, een van de Pieten van de Club van Sinterklaas, met een scooter over haar hondje heen rijdt, is het baasje in alle staten. Vol van woede gaat de vrouw op weg naar het kasteel van Sinterklaas. Wanneer het baasje van Fifi haar gelijk niet kan krijgen, wijdt Toets haar bestaan voortaan aan het vergallen van alles wat Sinterklaas "en die hele Pietenbende"  zijn en doen. Profpiet raakt in de ban van de charmes van de vrouw en voor hij het weet ontstaat er een verliefdheid. Eigenlijk wil Van Truffelen niets met de Zwarte Piet te maken hebben, maar hij ziet er bijna direct de gein wel van in. De vrouw lift als verstekeling mee op het schip van Sinterklaas en belandt met de Pieten in Nederland. Eenmaal op het Nederlandse kasteel van de goedheiligman begint de pittige tante allerlei nare streken uit te halen met de Club: wasmiddel in de soep, gladde vloeren...
De Club vertoont blijkbaar enige sympathie voor de vrouw, want aan het einde van het seizoen mag Toets zonder ook maar enige straf oftewel zonder kleerscheuren via Schiphol met het vliegtuig terug naar Spanje. Haar hondje vergeet ze echter, waardoor Profpiet – nog steeds een beetje in de waan van Toets – in bepaalde zin een toch nog enigszins positieve zorg rijker is.

## Verschijningen en de familie Van Truffelen
Tante Toets is het hoofdpersonage uit het zesde seizoen van De Club van Sinterklaas, getiteld De Club van Sinterklaas & De Streken van Tante Toets. Na deze reeks verdwijnen alle Van Truffelen-familieleden uit de serie, inclusief tante Toets. De eerste verschijning van de familie was tijdens het derde seizoen uit het jaar 2002, waarin meneer de directeur – de vader van neef Jacob – Sinterklaas probeert te overtuigen zijn vierkante jeu-de-boulesballen op de markt te brengen. In 2003 volgde Jacob zelf; zijn vader zit vast in de gevangenis en Jacob moet alles op alles zetten om de man vrij te krijgen. Tijdens het vijfde seizoen uit 2004 gaan vader en zoon gepaard in de strijd tegen Sinterklaas en zijn Pieten. De schurken zetten wederom alles op alles om het Grote Feest van Sinterklaas eens flink niet door te laten gaan. Na deze jaargang ontfermd de Club van Sinterklaas zich over Jacob en mag hij binnen de muren van het kasteel van Sinterklaas wonen. Na één jaar is het echter gedaan en is Jacob nergens meer te bekennen. Meneer de directeur woont permanent in Spanje en is daar bezig met uitvindingen.

## Videoclip

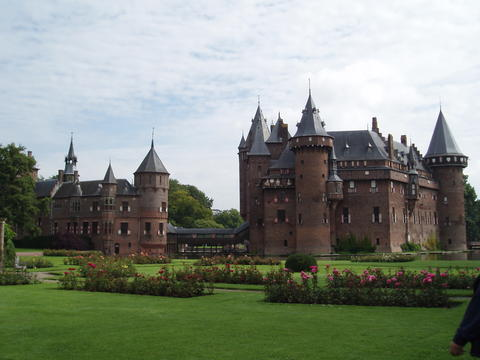
Kasteel de Haar, opnamelocatie

Tijdens de videoclip van de single De streken van tante Toets uit 2005 van Coole Piet speelt Toets van Truffelen ook een rol. Vooral tijdens het eerste couplet is Van Truffelen aanwezig. Pas aan het einde van de brug is ze weer even te zien om vervolgens de videoclip weer dansend af te sluiten.
Binnen de tuinen van het kasteel van Sinterklaas dansen Coole Piet en een groep danspieten, waarop de pittige tante op ludieke wijze in de beelden verwerkt zit: op dezelfde manier als in de serie, namelijk onopgemerkt en op de achtergrond. Het Toets-personage wordt in alle elementen verwerkt: tijdens het eerste couplet is ze op de achtergrond te zien waarop ze op een gegeven moment in plaats van Coole Piet op de voorgrond staat en ook haakt ze in door dansbewegingen op de maat van de muziek uit te voeren.
Pas tijdens de brug merken Coole Piet en de danspieten dat Van Truffelen aanwezig is. Op een gegeven moment bollen de danspieten die rond Coole Piet staan een hand richting de zingende Piet waarop Coole in een magisch ogenblik verdwijnt en Mevrouw Van Truffelen opeens op zijn plek verschenen is. Tijdens de laatste twee refreinen is Coole Piet weer te zien maar de videoclip eindigt met een dansende Toets die langs de grachten van het kasteel van Sinterklaas paradeert. De streken van tante Toets is de titelsong van het gelijknamige televisieseizoen van De Club van Sinterklaas, die tevens op nummer één belandt in de Nederlandse hitlijsten.

## Kledij en uiterlijk
Toets heeft een vaste, herkenbare kledingstijl aangepast aan het moment en de omgeving. Tijdens het zesde seizoen van De Club van Sinterklaas en de gelijknamige videoclip van Coole Piet getiteld De streken van tante Toets is zij gekleed in een lichtblauw vest met een bijpassende rok. Het haar van de dame is groen geverfd en ook draagt ze een bril. Tevens draagt ze een rode bloem als corsage.